# Майлыкожа Султанкожаулы
Майлыкожа Султанкожаулы (1835, аул Кожатогай, современный Отырарский район, современная Туркестанская область — 1898, аул Бадам, современный Ордабасинский район, современная Туркестанская область) — казахский народный поэт.
Происходит из рода ходжа.
Писать и читать научился у аульного муллы. Литературное наследие Майлыкожа включает назидания, изречения («Ер көгерер дұғамен», «Жолдас болсаң жақсымен», «Жақсы адам қартайса»); песни-посвящения («Ахмет төреге», «Тұрлыбекке» и др.); дастаны, басни («Қасқыр», «Тотынама», «Аңқау мен қу» и др.); айтысы. Ряд песен Майлыкожа вошел в составленный Я. Я. Лютшем сборник «Киргизская хрестоматия» (1883, Ташкент). Творчество Майлыкожа исследовал фольклорист А. А. Диваев. Произведения Майлыкожа опубликовались в сборниках «Үш ғасыр жырлайды» (1964), «Поэзия пяти веков» (1964), «Ай, заман-ай, заман-ай» (1991), а также в отдельной издании под названием «Назидания» (1972). В сборник «Айтыс» (2 т., 1988) вошли айтысы Майлыкожа.